# Edith Meinhart
Edith Meinhart (* 1965 in Wels) ist eine österreichische Journalistin und Autorin.

## Leben
Meinhart studierte an der Universität Wien Publizistik- und Kommunikationswissenschaften und Germanistik. Seit 1992 ist sie journalistisch tätig. Von 1998 bis Ende 2023 war sie Redakteurin beim Nachrichtenmagazin Profil im Ressort Innenpolitik. Seit Anfang 2024 ist Meinhart freie Journalistin und Co-Host des von Michael Nikbakhsh gegründeten Investigativ-Podcasts Die Dunkelkammer. Weiters schreibt sie für die Zeitschrift Datum.
Edith Meinhart beschäftigt sich vorrangig mit gesellschaftspolitischen und menschenrechtlichen Themen und schwerpunktmäßig mit Fragen der Migration und sozialen Ungleichheit. Für ihre Sozialreportagen wurde sie mehrfach ausgezeichnet.

## Auszeichnungen
- 2009: österreichische Preisträgerin des EU-Journalistenpreises „Für Vielfalt. Gegen Diskriminierung.“ der Europäischen Kommission[1]
- 2010: Prof. Claus Gatterer-Preis[8]
- 2013: Prälat-Leopold-Ungar-JournalistInnenpreis in der Kategorie Print[1]
- 2016: Wiener Journalistinnenpreis[9]
- 2016: Concordia-Preis, Kategorie Menschenrechte[10]
- 2022: Preis der Österreichischen Forschungsgemeinschaft (ÖFG) für Wissenschaftsjournalismus in der Kategorie Wissenschaft und Gesellschaft[11]
- 2023: Papageno-Medienpreis für suizidpräventive Berichterstattung, für ihren Beitrag Ich bin unendlich froh, noch am Leben zu sein.[12]

## Bücher
- Spin Doktoren: die hohe Schule der politischen Manipulation. gemeinsam mit Ulla Schmid. Czernin Verlag, Wien 2000. ISBN 978-3-7076-0012-4.
- Cop und Che: wie ein Tschetschene und ein Polizist zu Tiktok-Stars wurden. Mandelbaum Verlag, Wien, Berlin 2024. ISBN 978-3-99136-042-1.[13]